# ЛГБТ+ симболи
Као и остале друштвене групе и заједнице, и ЛГБТ+ заједница има симболе по којма се идентификује и којима изражава понос, заједништво, заједничке врености и међусобну повезаност.

## Ламбда
Године 1970, мало грчко слово ламбда (λ) је изабрано као симбол Алијансе геј активиста у њиховој кампањи за геј ослобођење. Четири године касније исти симбол је прихваћен на Интернационалној конференцији за геј права у Единбургу. Ламбда је због тога постала интернационално прихваћен симбол. Традиционално се ламбда приказује у розе боји на белој позадини или црна на розе позадини.
Постоји више интерпретација значења ламбде као симбола, мада није познато да ли је ламбда изабрана за симбол због својих могућих значења, или је њена употреба касније њима објашњена. Нека од тумачења ламбде као ЛГБТ+ симбола су:
- ламбда стоји као иницијално слово за „ослобађање“ (liberation) или за „љубав“ (love)
- Спартанци, код којих је хомосексуалност била распрострањена и прихваћена у друштву, носили су ламбду на својим штитовима, као знак јединства (Ламбда је означавала Лакедемонију.
- синергија заједничког рада гејева и лезбијки на ослобођењу (значење је парафраза употребе ламбде у физици)

Ламбда у сваком случају данас означава јединство под опресијом и заједничку енергију за ослобађање. Ламбду данас користе организације које уједињују гејеве, лезбијке, бисексуалне и транс особе. Многе организације у свету се данас зову ламбда. Такође, једна од ЛГБТ+ организација у Србији носи име Ламбда.

## Лабрис
Лабрис је античко оружје које данас прихватају лезбијке и феминисткиње као симбол женксог ослобођења, солидарности и женске самодовољности. Лабрис је повезан са Амазонкама, као и са богињом Артемидом, коју су лезбијске феминисткиње прихватиле као култну лезбијску личност, одвојену од света мушкараца и митску претечу лезбијског сепаратизма.

## Заставе

### Застава дугиних боја
Оригиналну Заставу дугиних боја дизајнирао је Гилберт Бакер за геј параду у Сан Франциску 1978. године. Застава данас представља најважнији, најраспрострањенији и најпрепознатљивији симбол ЛГБТ+ покрета.
Боје на застави симболизују:
- живот - црвена
- здравље - наранџаста
- зраке Сунца - жута
- природу - зелена
- хармонију - плава
- дух - љубичаста

Основни дизајн заставе се често мења како би се нагласила припадност некој од поткултура у оквиру ЛГБТ+ заједнице.

### Застава поноса бисексуалних особа
Ову заставу осмислио је Мајкл Пејџ, 1988. године за бисексуалну заједницу. Састоји се од широке пинк траке на врху и плаве траке исте ширине на дну заставе. Између њих налази се љубичаста ужа трака. Пинк боја представља гејеве и лезбијке; плава трака предстаљва хетеросексуалне особе, док боја добијена њихвим мешањем представља бисексуалну популацију.

### Застава поноса трансродних особа
Заставу је дизајнирала Моника Хелмс и приви пут је приказана на паради у Фениксу, Аризона, 2000. године. Застава се састоји од пет трака: нежно плава, розе, бела, розе, нежно плава. У објашњењу које је дала Моника Холдс стоји да плава боја се традиционално везује за дечаке, розе за девојчице, а бела боја представља особе у транзицији, оне који/е сматрају да су неутралног рода или да немају род, као и интерсексуалне особе. Застава је таква да изгледа исто како год да се окрене – „увек је исправно“. То симболизије транс особе које траже оно што је исправно у својим животима.

## Троуглови

### Ружичасти троугао
Ружичасти троугао потиче из периода немачких концентрационих логора, када је служио као логорска ознака за гејеве кажњене по Параграфу 175, који је инкриминисао мушку хомосексуалност. Због своје директне везе са нацизмом, овај симбол има снагу да подсети на сличност између нациста и оних, посебно јавних личности и политичара, који данас врше прогон и/или позивају на ограничавање права ЛГБТ+ особа.

### Црни троугао
Црни троугао има слично порекло као Ружичасти троугао. Иако лезбијке нису биле кажњаване по Параграфу 175, оне су биле сврставане у групу жена са антисоцијалним понашањем, заједно са феминисткињама, проституткама, женама које су се супротстављале нацистичком режиму или онима које нису хтеле да се прилагоде и присвоје нацистичке вредности. Та група била је означена црним троуглом. Када су гејеви почели да користе ружичасти троугао, лезбијке и феминисткиње су прихватиле црни троугао као симбол свог поноса и сестринства.

## Родни симболи

### Конјуговани мушки и конјуговани женски симболи
Током 1970-их гејеви су почели да користе конјугована два мушка (Марсова) симбола (♂) да би означили мушку хомосексуалност. У исто време лезбијке почињу да користе два спојена женска (Венерина) симбола да би изразиле лезбијство.

### Бисексуалност
Док је гејеве, лезбијке и хетеросексуалне особе лако приказати комбинациојом родних симбола, нешто је теже то учинити са бисексаулним особама.

### Трансродни симболи
За обележавање трансродности и трансексуалности користисе више једноставних или комбинованих родних симбола. Раније најчешће коришћен симбол је био спојен мушки и женски знак. Међутим са јачањем интересовања за питања трансродности, са већом сензитивношћу за питање рода и схватањем разлика унутар саме транс групе, овај симбол је постао неадекватан (мада га неки и даље користе), те се јавио симбол који поред мушког и женског додаје још један мушко-женски знак за особе које се не дефинишу стриктно у границама једног рода. Некада се овај симбола налази уцртан у ружичастом троуглу.

### Симболи интерсексуалних особа
По угледу на родне симболе које користе мушкарци, жене и трансродне особе, интерсексуалне особе су прихватиле симбол Меркура. Меркур (Хермес) је са Венером (Афродита) имао дете Хермафродита, које је имало и мушке и женске гениталије. Пошто Хемафродит нема симбол којим се означава, прихваћен је симбол Меркура.
Поред интерсексаулних особа, овај симбол користе и трансродне особе, које се сматрају родно неопредељеним, односно андрогине особе.